# Скорик, Пётр Иосифович
Пётр Ио́сифович Ско́рик (1919—1996) — советский шахтёр, Герой Социалистического Труда.

## Биография
Родился 22 февраля 1919 года в с. Халкидон ныне Черниговского района Приморского края. Образование среднее специальное, окончил Прокопьевский горный техникум.
Трудовую деятельность начал в 1935 году взрывником, затем забойщиком шахты им. Ворошилова треста «Прокопьевскуголь». С 1940 по 1946 гг. — служба в рядах Красной Армии; 1946—1951 гг. — горный мастер, затем — начальник участка № 3 шахты «Тырганские уклоны»; с 1955 г. — начальник участка шахты № 8, г. Прокопьевск.
29 июня 1996 г. За доблестный безупречный труд в угольной промышленности и активное участие в общественной жизни Кузбасса удостоен звания Героя Социалистического Труда, награждён орденами Ленина, Красной Звезды; медалями «За отвагу», «За победу над Германией в Великой Отечественной войне 1941—1945 гг.»
Умер 8 апреля 1996 года в Прокопьевске.